# M3 75mm対戦車自走砲
M3 75mm対戦車自走砲（75 mm Gun Motor Carriage M3、M3 GMCとも略される）は、第二次世界大戦中のアメリカ合衆国の開発した自走砲（戦車駆逐車）である。

## 概要
本車はアメリカが北アフリカとフィリピンの決定的な戦闘において任務に投入した、最多の戦車駆逐車である。また、シチリアでは、1944年の初期に旧式化が通達される前まで、より少ない台数の車輌が継続して投入された。その後1944ー1945年のサイパンの戦いやペリリューの戦い、沖縄戦において、M3 GMCは連隊付きの兵器中隊としてアメリカ海兵隊連隊で用いられた。
第二次世界大戦後においても、フィリピンでは1960年代まで装備されており、朝鮮戦争でも少数を朝鮮半島に派遣されたフィリピン軍が使用している。

## 開発
1940年のナチス・ドイツのフランス侵攻では、機甲師団が深い研究のもとに投入され、アメリカ陸軍に強い印象を与えた。戦車に対する効果的な対抗手段の実現は必須であり、アメリカ陸軍用の戦車駆逐車を至急開発するよう要望が提出された。
1941年6月、M3ハーフトラックにM1897A4 75mm砲を搭載した車両が試作された。この砲は第一次世界大戦時の評判で広く知られた「フランス75mm砲」のアメリカ製ライセンス生産版で、当時は既に旧式化していたため、1940年に採用された後継のM2A1 105mm榴弾砲との置き換えが進められて予備兵器とすることが進められていたため、別任務に転用するには最適だった。この試作車輌はT12の仮制式番号が与えられ、速度性能、武装の威力共に十分な能力を持っているとされ、“際だってよく働く”と評価された。
T12は砲架の設計を変更し、副武装としての機関銃の廃止といった少改良を加えられた後に1941年8月に「75 mm Gun Motor Carriage M3」として制式化され、1943年4月までに2,200両以上のM3 GMCが量産された。しかしながら、砲塔を装備して最新の3インチ砲を搭載した戦車駆逐車であるM10 GMCの生産と配備が開始されたため、これらのうち相当数が一線部隊へと配備される前に普通のM3ハーフトラックへ再改造され、結果、842輌のみが実戦投入されることとなった。
T12として先行量産された極初期の生産車、36両は砲架に原型の牽引砲と同じM2A3砲架とその付属防盾を用いているが、実戦に投入された結果防護力が不足していると評価されたため、1942年からは防盾のみはより大型のM5防盾に変更されている。生産車の最終ロットでは、M2A3砲架の在庫が尽きてしまったため、1世代古いが在庫のあるM2A2砲架が防盾をM5に変更して用いられ、その他、前照灯の変更などの細かな変更が加えられて制式番号がM3A1と改められた。1943年内にはM3 75mm対戦車自走砲の制式化は限定的なものとして再分類され、後の1944年に旧式化が宣告された。

## 構成
M3 75mm対戦車自走砲は、M3ハーフトラックの戦闘室前部にシャーシと直結された箱形の台座を増設し、これにM1897A4 75mm砲の上部砲架をそのまま搭載したものである。この主砲は8,400mの間接射撃能力を持ち、射程460mで8.1cmの貫通能力を持つAP M72（徹甲弾）砲弾を射撃する。APC M61（被帽徹甲弾）砲弾は、射程460mで7.1cmの装甲を貫通し、また、HE M48（高性能榴弾）砲弾は歩兵や非装甲目標に対して用いられた。弾薬は59発を車内に携行し、そのうち即用弾19発は戦闘室前部に設置された砲架兼用の箱型構造物に収容される。
元来戦闘室前部にあった燃料タンクは後部へと移されており、原型のM3ハーフトラックに装備されていたM2 12.7mm機関銃の機関銃架とその支柱は標準では装備されないが、現地改造で銃架およびその支柱を装備している車両が記録写真で見受けられる。この他、乗員は自衛用に1挺の小銃と4挺のカービンを装備した。
なお、M3ハーフトラックとの変更点として、操縦室前面にフロントガラスがなく、開閉式の前面装甲板が上開き式から下開き式に変更されていることと、砲が俯角を取った際に干渉しないように装甲板の高さが低く抑えられていることが挙げられる。

## 運用

### アメリカ軍による運用

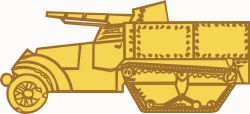
様式化された「M3 75mm対戦車自走砲」。アメリカ陸軍の戦車駆逐車部隊の兵員に記章として用いられた

日本との戦争が間近に迫り、M3 GMCとT12は「Self-Propelled Mount」（SPM）ハーフトラックと呼ばれることになった。1941年9月、（第二）暫定SPM旅団を編成するため、これらは船でフィリピンの島々へ輸送された。フィリピンに日本軍が侵攻した際、これらの車輌は戦闘に投入され、バターン半島での戦いにおいて活躍した。後に少数の車輌が日本軍に鹵獲された。これらは1944年にアメリカ軍に対して用いられた。
1942年後期および1943年初期のチュニジア作戦中、M3 GMCはアメリカ戦車駆逐大隊において最多配備された対戦車自走砲であり、シディブジッド、カセリーヌ峠の戦いとエルゲタールでの戦闘中に有名となった。こうした戦闘で多数のM3 GMCが失われたが、アメリカ陸軍はこうした損失の内のいくらかは不適切な投入（待ち伏せを主体とした運用が前提とされたものを積極的な攻勢に使用したこと）がもたらしたと結論した。1943年7月、シチリアの作戦においてM3 GMCは対戦車自走砲の任務に再び使われた。その後、M3 GMCは戦車駆逐大隊から段階的に退役し、より本格的な戦車駆逐車であるM10 GMCと代替された。1944年のノルマンディ上陸作戦以後も一部の部隊においては装備が継続されていたが、M10の配備開始以降は損耗しても修理・再投入が行われなくなり、欧州方面では1944年末までに全車が用途廃止された。
なお、少数が特殊任務、例としてはブルターニュのシュガー特殊部隊の隊員達によって突撃砲（アサルトガン）として用いられた。
ドイツの戦車に対する投入には旧式であると考えられたものの、M3 GMCは日本軍が装備する軽戦車を破壊するには充分強力であった。そこで、M3 GMCは太平洋戦線で使用が続けられた。主な配備はアメリカ海兵隊の連隊付属の兵器中隊であり、サイパンの戦い、ペリリューの戦い、沖縄戦また、他の島嶼戦で実戦参加した。日本軍にはしばしば戦車が配備されていなかったため、ときおりM3 GMCは自走砲の一種として用いられるか、もしくは日本軍の防御陣地に対する直接砲撃を行って友軍を支援した。1945年、海兵隊で運用されるM3 GMCは105mm砲装備のM7自走砲によって代替され、太平洋戦線での運用も終了した。

### 連合軍その他での運用
M3 GMCは“暫定的装備”とされていたこともあり、連合国軍への供与数は少数に留まっている。
1943年初期、約170両のM3 GMCがイギリス陸軍に提供された。イギリス軍はこれらの車輌を自走砲の一種とし、司令部付きの装甲車や戦車部隊の兵力に採用した。イギリスの命名法ではこれらの車輌は「75mm SP,オートカー(75mm SP,AutoCar)」とされており、チュニジアやイタリアの作戦に投入された。フランス陸軍（自由フランス軍）は、M10 GMCの配備前に訓練部隊でM3 GMCを用いている。
また、第二次世界大戦中、1942年-1945年まで日本軍の支配下にあったフィリピンでは、ゲリラ戦によって日本軍への抵抗を続けた“ユサッフェ・ゲリラ”が、日本軍に鹵獲された車両を再度奪取して使用している。
戦後もM3 GMCは1945年-1960年代の戦後期にかけて、フィリピン軍やフィリピン警察軍に用いられた。フクバラハップの反乱では地方自治組織の兵力がフク反乱組織に対して投入した。朝鮮戦争ではPEFTOK（韓国派遣フィリピン軍）が用いた。

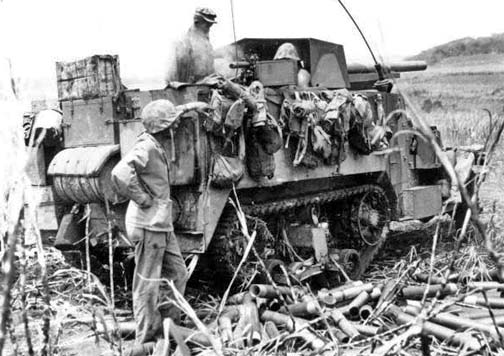
テニアンで支援砲撃を行っているアメリカ海兵隊第2海兵師団特別兵器中隊のM3 GMC 1944年7月30日撮影
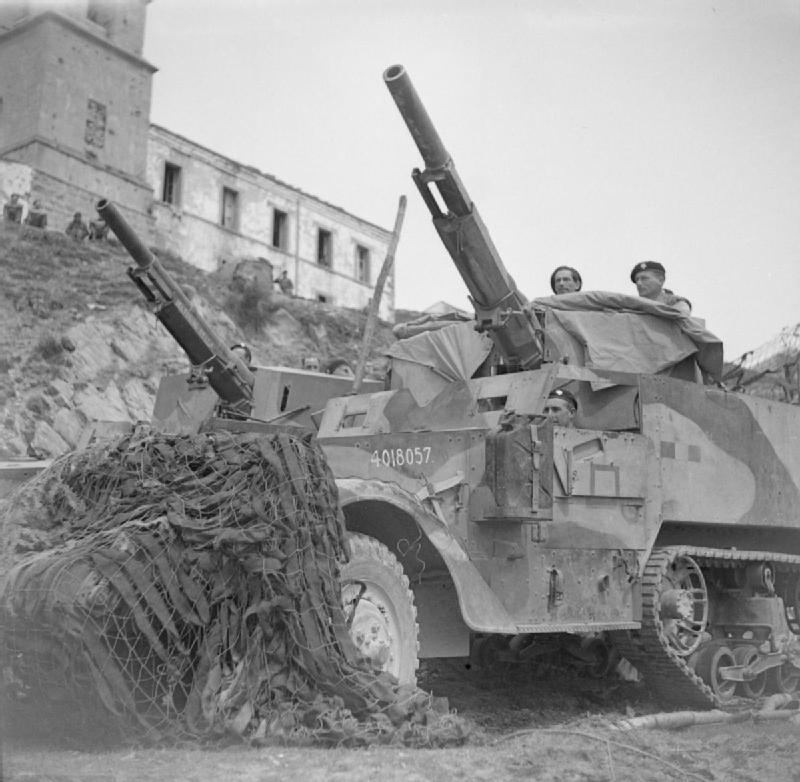
イギリス王立竜騎兵部隊所属のM3 GMC 1944年5月撮影
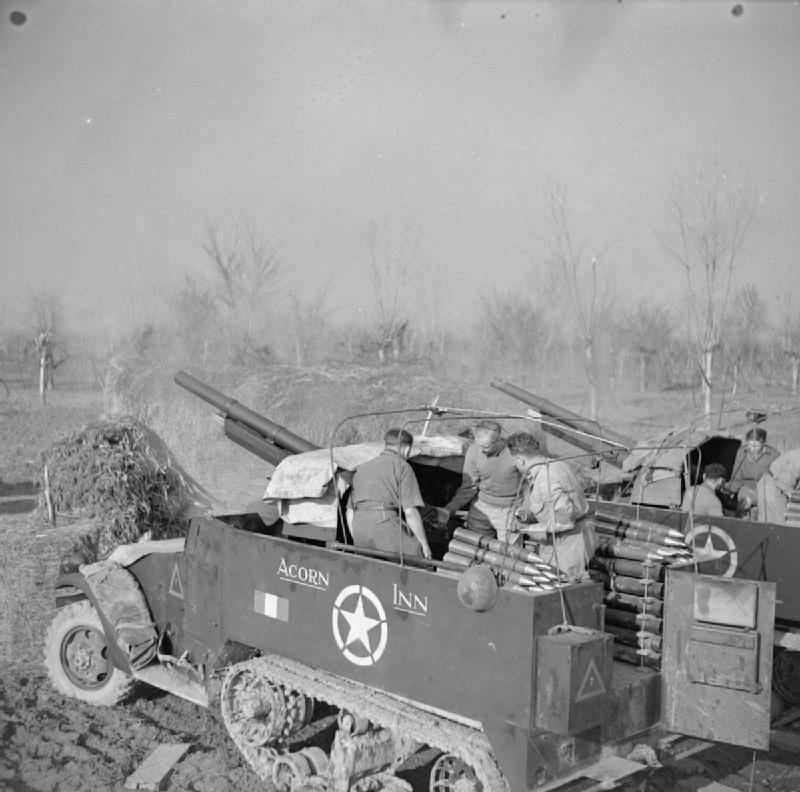
イタリアで間接射撃による火力支援を行っているイギリス軍所属のM3 GMC 1945年2月18日撮影

## 登場作品

### ゲーム
『total tank simulator』
アメリカの駆逐戦車M3として登場。
『War Thunder』
アメリカのランクI駆逐戦車75mm M3 GMCとして登場。
『STUG.io』
研究ツリーに C3 half-trackとして登場。